# Ganggrab von Rössberga

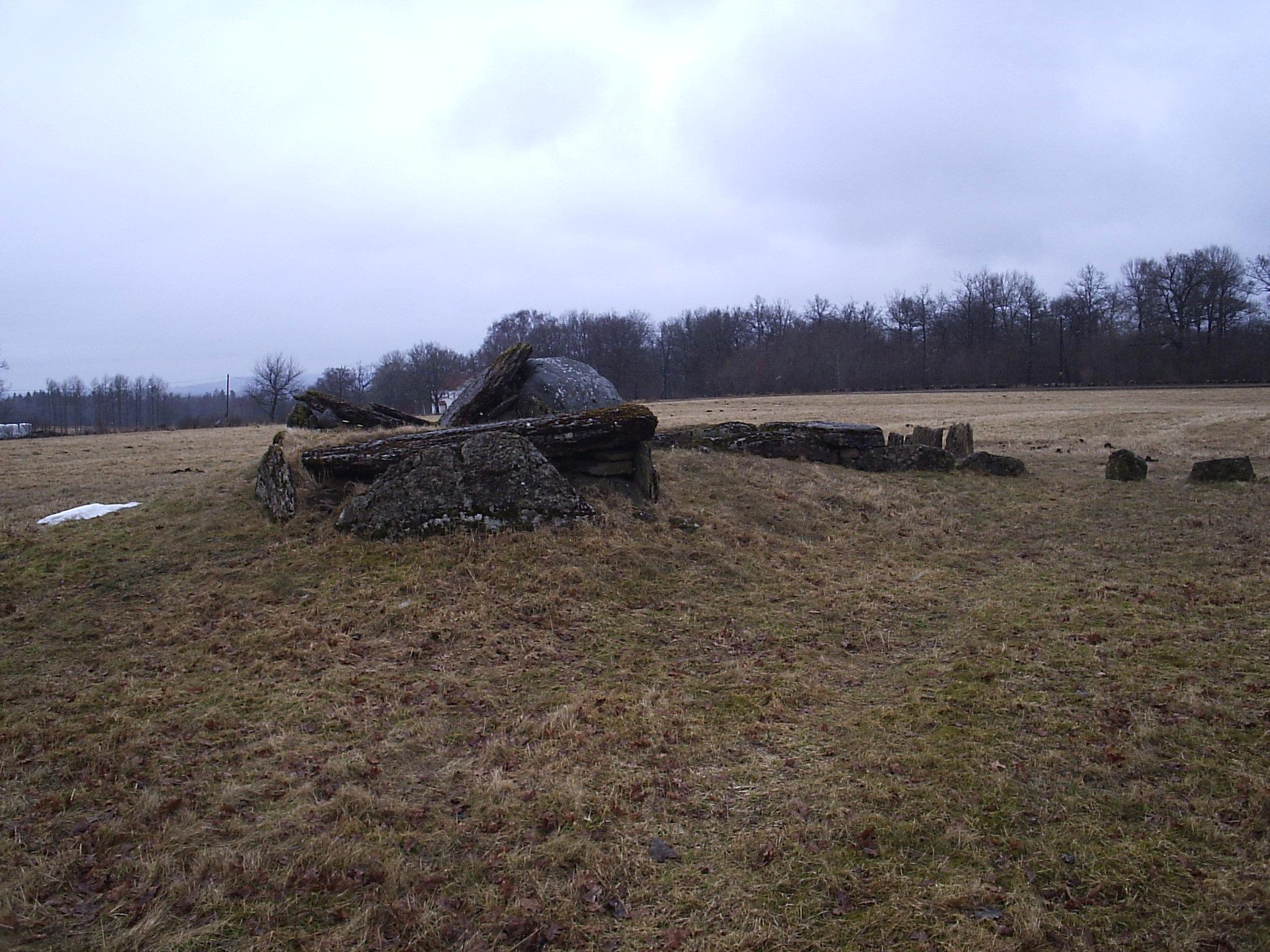
Rössberga von der Seite gesehen; rechts der lange Gang

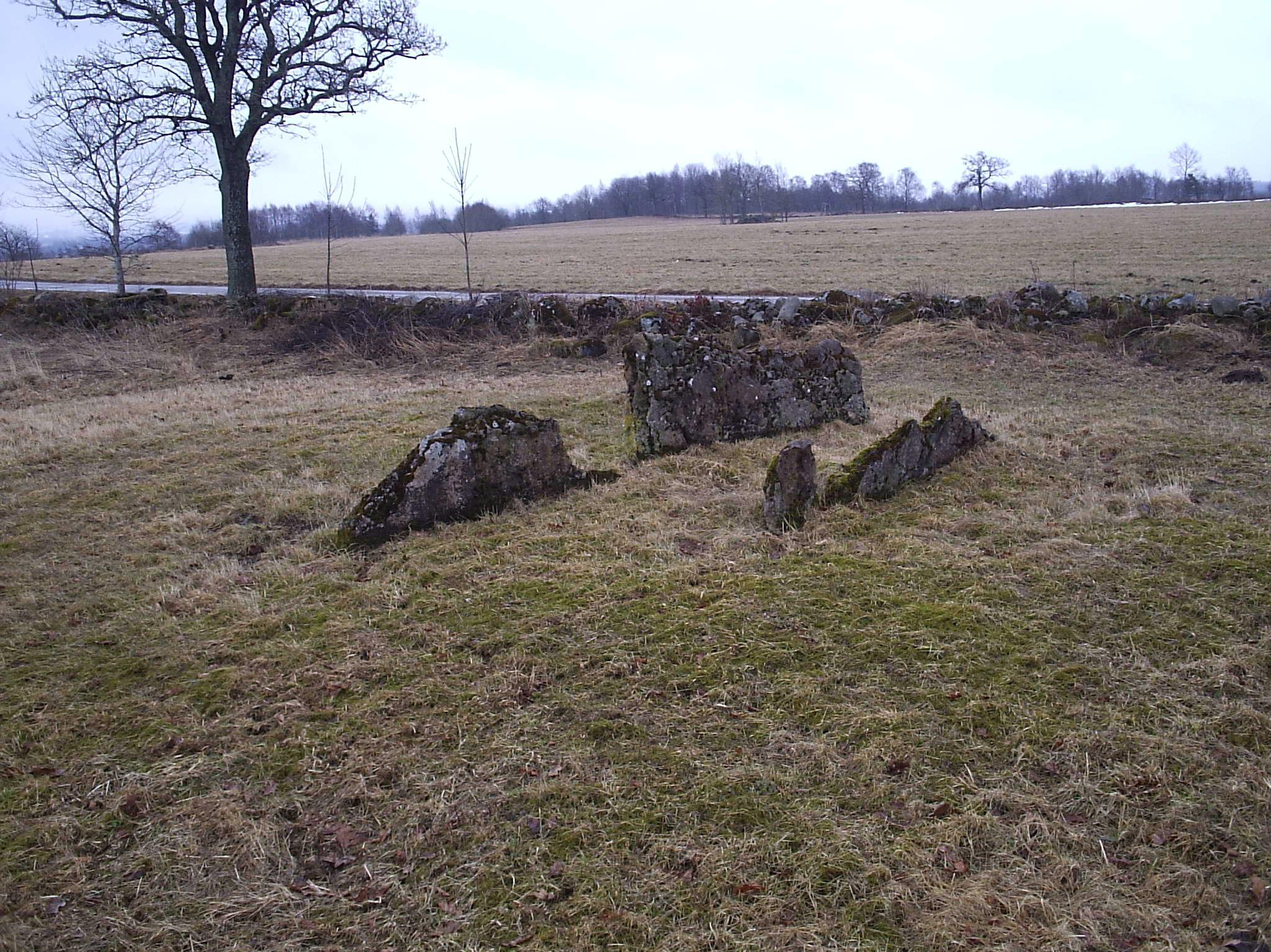
Steinkiste von Rössberga

Das Ganggrab von Rössberga ist ein Ganggrab (schwedisch Ganggrift) im Kirchspiel Valtorp, in der schwedischen Gemeinde Falköping. Es wurde im Jahr 1962 von Carl Cullberg archäologisch untersucht. Dabei wurden Skelettreste von mindestens 128 Personen, Bernsteinperlen und Keramikscherben gefunden. Etwa 800 Keramikscherben fanden sich vor dem Gang. Das aus plattigem Bruchstein errichtete Ganggrab der Trichterbecherkultur (TBK) stammt ungefähr von 3600 v. Chr. Das Ganggrab ist eine Bauform jungsteinzeitlicher Megalithanlagen, die aus einer Kammer und einem baulich abgesetzten, lateralen Gang besteht. Diese Form ist primär in Dänemark, Deutschland und Skandinavien, sowie vereinzelt in Frankreich und den Niederlanden zu finden.

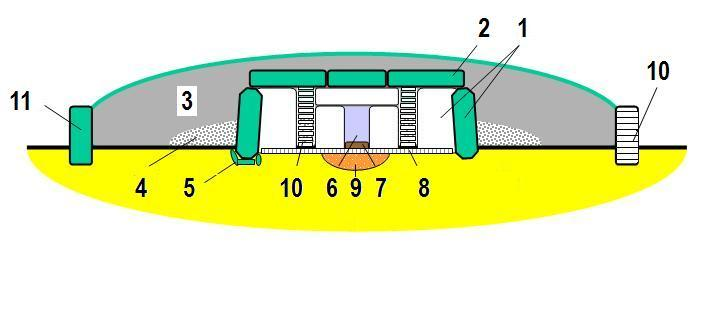
Schema Ganggrab (Querschnitt) 1=Trag-, 2= Deckstein, 3=Erdhügel, 4=Dichtung, 5=Verkeilsteine, 6=Zugang, 7= Schwellenstein. 8=Bodenplatten, 9=Unterbodendepots, 10=Zwischenmauerwerk 11=Randsteine

## Lage
Von Torbjörntorp in Richtung Broddetorp fahrend befindet sich das Ganggrab in Rössberga nach etwa zwei Kilometern östlich des Varnhemsvägen auf einer Wiese. 

## Beschreibung
Die Megalithanlage liegt in einem Steinhügel von etwa 25 m Durchmesser. Der nach Osten orientierte lange Gang führt in eine etwa neun Meter lange, zwei Meter breite und stellenweise zwei Meter hohe Kammer, die mittels aufrechter Platten in 17 Sektionen unterteilt ist. In der Verlängerung des Ganges stehen in der Kammer Steine, wodurch eine Kammeraufteilung entsteht, die sich mit der im Rævehøj auf Seeland vergleichen lässt. Ein Teil der Hügeleinfassung ist im Bereich des Zugangs erhalten.

## Kontext
Västergötlands Anlagen konzentrieren sich auf ein nur etwa 40 × 25 km großes Gebiet, dem Falbygden rund um Falköping. Die Gruppe wurde früher als später Ausläufer der Megalithkultur betrachtet. Aber die Untersuchung von Rössberga gab Hinweise auf ein vergleichbares Alter wie das der übrigen Anlagen im Gebiet der Trichterbecherkultur (TBK). Eine enge Verknüpfung mit dem Bohuslän, die früher betont wurde, ist nicht haltbar, da es in Västergötland Funde gibt, die enge Beziehungen zu Schonen und Dänemark aufweisen. Västergötlands Anlagen haben in der Mehrzahl rechteckige Kammern, die oft erheblich länger sind als die im übrigen Land und in Dänemark. Sie erreichen Längen von 17 m. 
Etwa 30 m entfernt finden sich die Reste einer Steinkiste (Rössberga Hällkista).